# Mamaroneck (Nowy Jork)
Mamaroneck – miasto w Stanach Zjednoczonych, w stanie Nowy Jork, w hrabstwie Westchester.